# Ackerman Ridge
Ackerman Ridge ist ein markanter und felsiger Gebirgskamm im westantarktischen Marie-Byrd-Land. Er bildet den nordwestlichen Ausläufer der La Gorce Mountains im Königin-Maud-Gebirge.
Entdeckt und kartiert wurde er im Dezember 1934 von der geologischen Mannschaft um Quin Blackburn (1900–1981) bei der zweiten Antarktisexpedition (1933–1935) des US-amerikanischen Polarforschers Richard Evelyn Byrd. Das Advisory Committee on Antarctic Names benannte ihn nach Leutnant Ronnie J. Ackerman von der United States Navy, Navigationsoffizier bei der Flugstaffel VX-6 während der Operation Deep Freeze 1965 und 1966.